# جوز الهند الملك

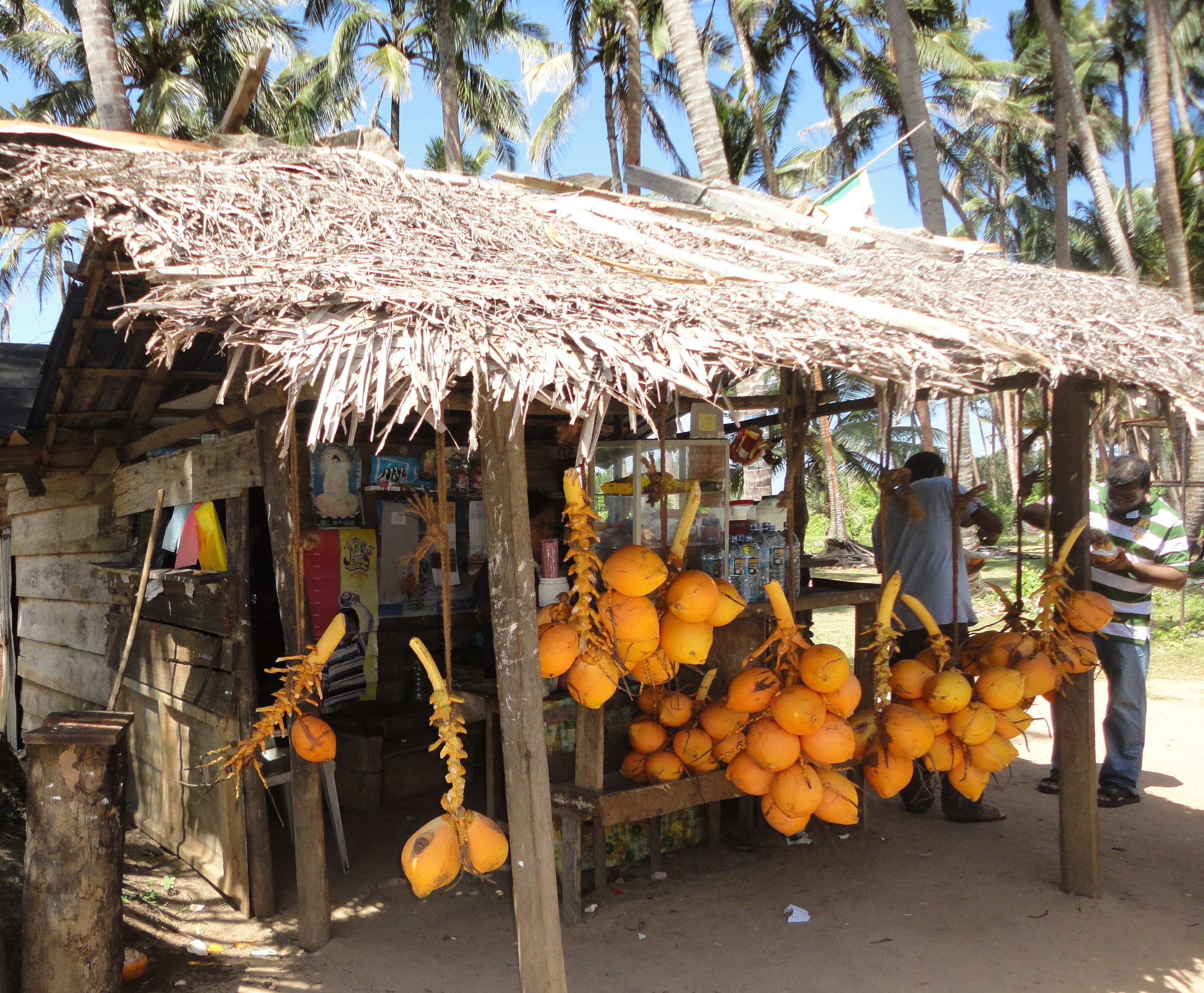
جوز الهند الملك يباع على جنبات الطريق الرئيسي في سريلانكا

جوز الهند الملك (باللاتينية: Cocos nucifera) هي مجموعة متنوعة من جوز الهند، موطنها سري لانكا حيث يُعرف باسم ثيمبالي في سريلانكا.جوز الهند الملك أحلى من جوز الهند العادي، هناك عدة أنواع فرعية من جوز الهند الملك - وأكثرها شيوعًا هو «القزم الأحمر» أو كاها ثامبيلي، يشار إليه عادةً باسم جون ثامبيلي والصنف الآخر هو ران ثامبيلي. شجرة جوز الهند الملك أقصر من أشجار جوز الهند الأخرى، وتتوجد بشكل عام بريا في العديد من مناطق البلاد.
تصدر سريلانكا الآن ماء جوز الهند الملك المعبأ.
هناك العديد من أصناف جوز الهند المزروعة الموجودة في سري لانكا. معظمها تم بواسطة معهد أبحاث جوز الهند الوطني. وفقًا لبحث تم إجراؤه، تم تحديد هذه الأصناف من خلال مهمة استكشاف جوز الهند الأخيرة في مقاطعة سريلانكا الجنوبية.
يصنف جوز الهند في سريلانكا حاليًا على 15 شكلًا مختلفًا من جوز الهند مجمعة تحت ثلاثة أصناف، وهي «تايبيكا» و «نانا» و «أورانتياكا».